# Gmina Podčetrtek
Podčetrtek – gmina w Słowenii. W 2002 roku liczyła 3224 mieszkańców.

## Miejscowości
Miejscowości wchodzące w skład gminy Podčetrtek:

- Brezovec pri Polju
- Cmereška Gorca
- Golobinjek ob Sotli
- Gostinca
- Imeno
- Imenska Gorca
- Jerčin
- Lastnič
- Nezbiše
- Olimje
- Pecelj
- Podčetrtek – siedziba gminy
- Polje ob Sotli
- Prelasko
- Pristava pri Lesičnem
- Pristava pri Mestinju
- Roginska Gorca
- Rudnica
- Sedlarjevo
- Sela
- Sodna vas
- Sveta Ema
- Verače
- Vidovica
- Virštanj
- Vonarje